# Русский хип-хоп
Русский хип-хоп (он же — Хип-хоп в России) — музыка в жанре хип-хоп, зародившаяся в СССР в 1983 году и получившая развитие в России и на постсоветском пространстве. Обычно сопровождается рэпом на русском языке, но рэп не является обязательным компонентом хип-хоп-музыки.
В России исторически сложилось слегка легкомысленное отношение к хип-хопу: жанр считался подростковым и несерьёзным, копирующим американский оригинал. Хип-хоп в СССР существовал в глубоком подполье. Впервые он был сыгран музыкантами рок-группы «Час пик» совместно с диск-жокеем Александром А́стровым в конце 1983 года. Запись вышла осенью 1984 года в виде 25-минутного магнитоальбома «Рэп» и спровоцировала появление речитатива в творчестве рок-групп и диск-жокеев. Впервые хип-хоп был показан по телевидению в видеоклипе диск-жокея Сергея Минаева на песню «Рэп диск-жокея» («Худсовет») в октябре 1987 года. Во второй половине 80-х годов хип-хоп приобрёл определённую известность, когда началось повальное увлечение брейк-дансом. К концу 80-х годов хип-хоп оказался востребован в шоу-бизнесе и смог пробиться на радио и телевидение с помощью музыкальных продюсеров и их подопечных: «Чёрное и Белое», Лика M.C. (Лика Эм Си), «Мальчишник», Богдан Титомир, «Ван Моо», «МФ-3» и Мистер Малой. Во второй половине 90-х годов хип-хоп существовал в андеграунде, а его лидером была группа Bad Balance.
В 1999 году музыкальный продюсер Александр Толмацкий совместно с рэп-исполнителем Владом Валовым («Шеф») создал хип-хоп-объединение «Bad B. Альянс», которое способствовало прорыву рэп-музыки не только на телевидении, но и на большой сцене. В 2000-х годах из мятежной протестно-революционной музыки, не рассчитанной на широкие массы, хип-хоп превратился в самый популярный на сегодняшний день жанр. Яркими представителями коммерциализации жанра стали «Серёга», Лигалайз, «Банд’Эрос», «Баста» и Тимати, чьи альбомы продавались большими тиражами. Одновременно существовали группы, которые никогда не стремились к массовому признанию и не имели медиа-поддержки, так называемые «короли андеграунда»: «Терра мобиле», «Имя защищено», «Термоядерный джем», «MD & C Павлов», «Дубовый Гай», «К.Т.Л. Ди. Л.Л.», D.M.J., Da-108, D.O.B., «Синдикат», White Hot Ice, Max Mix Production и Da Lost Boyz (далее — Da B.O.M.B.), «Дэцо», «С.Т.Д.К.», «Кирпичи», «Белые братья», «Via Чаппа», «Типичный ритм», «Злой Дух», Big Black Boots, «Дерево жизни», «Ю.Г.», Nonamerz, Da Budz, «Братья Улыбайте», «Район моей мечты», Ek-Playaz, MaryJane, X-Team, «Многоточие», «Крёстная семья», У.эР.Асквад (ex-«Убитые рэпом»), Лигалайз+П13, Krec, UmBriaco, Смоки Мо, «Солдаты бетонной лирики» («Шайн» и «Капа»), «Иезекииль 25:17 (н.в. – 25/17)», «Триада», «Игра слов», Guf, группа Centr (Guf, Slim и Птаха). Главной российской рэп-группой долгое время оставалась «Каста»: она стала первым рэп-коллективом, получившим награды двух музыкальных каналов страны — MTV Russia Music Awards 2004 и «Премия Муз-ТВ» 2006.
В 2010-е Россия, как и мир в целом, пережила бум рэпа. Приобрели известность множество новых исполнителей, таких как Oxxxymiron, Хаски, Скриптонит и многие другие. Большую популярность приобрели рэп-батлы, транслируемые в интернете. В 2020-е многие российские хип-хоп-исполнители подверглись преследованиям со стороны властей.

## История
Хип-хоп-музыка является музыкальным жанром, состоящим из стилизованной ритмичной музыки, которая обычно сопровождается рэпом, ритмичной и рифмованной речью, которую произносят нараспев. Термин «хип-хоп-музыка» иногда используется как синоним термина «рэп-музыка», хотя исполнение рэпа не является обязательным компонентом хип-хоп-музыки; жанр может также включать другие элементы хип-хоп-культуры, в том числе диджеинг, тёрнтейблизм, скретчинг, битбокс и инструментальные треки. Истоки хип-хопа лежат в культуре афроамериканского, карибско-американского и латиноамериканского населения США, где этот жанр зародился в конце 1970-х годов, вобрав в себя элементы фанка, ритм-энд-блюза, джаза, соула и регги. Помимо музыкальной составляющей, хип-хоп стал представлять собой отдельную субкультуру, причастность к которой определялась также стилем одежды исполнителей, специфическими танцами и прочими элементами. В 80-х годах этот музыкальный жанр вышел за пределы США и распространился в мировом масштабе.

### 1980-е: Ранние годы
Впервые хип-хоп зазвучал в СССР из города Куйбышева в конце 1983 года, когда диск-жокей студенческой дискотеки «Канон» Александр А́стров совместно с местной рок-группой «Час пик» записал 25-минутную программу, которая вскоре разошлась по всей стране в виде магнитоальбома «Рэп». Заглавная композиция «Рэп» была записана под влиянием сингла «Rapper’s Delight» американской рэп-группы The Sugarhill Gang и сингла «Wot» британского рок-музыканта Кэптена Сенсибла. Музыканты переиграли инструментальную версию «Rapper’s Delight» (1979), используя гитару, бас-гитару и ударные. Рэп был исполнен А́стровым в стилистике группы The Sugarhill Gang, однако не нёс однозначной смысловой нагрузки: рифмуется таблица умножения и цитируется Льюис Кэрролл («Бармаглот»).
С 1984 года рэп развивался отдельно от хип-хоп-музыки и был вокальной составляющей других жанров. Первым, кто применил эту формулу, были ведущие дискотек. В 1984 году диск-жокей Сергей Минаев стал экспериментировать с речитативом в композициях «Как ни грустно» и «Карнавал», исполняя их на дискотеках. Записать их на магнитофонную плёнку удалось только в 1985 году в гостинице «Интурист». В 1985 году на студии Муслима Магомаева были записаны рэп-содержащие «Фарцовщик» и «Бангкок» (русскоязычный вариант рэп-песни «One Night in Bangkok»). В декабре 1986 года в рамках телепередачи «Весёлые ребята» по Первой программе ЦТ был показан видеоклип Минаева на рэп-композицию «Карнавал». Летом 1987 года Минаев записал сатирический «Рэп диск-жокея» («Худсовет») для альбома «Радио «Абракадабра»». Музыкальной основой для композиции послужил инструментальный трек сингла 1986 года «Holiday Rap» голландского хип-хоп-дуэта MC Miker G & DJ Sven. В 1987 году появился дуэт «Лёгкий бум», выступающий на студенческих дискотеках МГУ. В своей заранее записанной программе диск-жокеи Виктор Савюк и Сергей Осенев использовали рэп для представления чужих произведений. В 1987 году диск-жокей Андрей «Василич» Статуев создал в ДК «Подмосковье» клуб популярной музыки «Диско-7», в рамках которого выпустил магнитоальбом «Дискотека в стиле рэп» (программа «Диско-7 in Rap»), в котором также использовал рэп для представления чужих произведений.
С 1984 по 1986 год Всесоюзная фирма грамзаписи «Мелодия» выпустила совместно со Спорткомитетом СССР грампластинку «Ритмическая гимнастика» и три пластинки из серии «Пульс» («Спорт и музыка»), музыка на которых была представлена в различных жанрах, включая электро, и предназначалась для проведения тренировочных занятий, соревнований и других форм активного отдыха: «Пульс 1. Музыкальный компьютер» (композиторы: Андрей Родионов и Борис Тихомиров), «Пульс 2. Инструментальная музыка» (композитор: Зигмар Лиепиньш) и «Пульс 3. Ансамбль „Арсенал“». С 1986 по 1991 год западная музыка в жанре электро (сплав фанка и раннего хип-хопа под влиянием электронной музыки) использовалась советскими танцорами для исполнения брейк-данса на Всесоюзных брейк-фестивалях, проводившихся при поддержке комсомольских организаций: Pärnu Prääk (Пярну, Эстония), Papuga (Паланга, Литва), Modern Tants (Таллин, Эстония), «Брейк-марафон» (Москва, РСФСР), Breiks (Рига, Латвия), «Нева» (Ленинград, РСФСР), «Колобок» (Горький, РСФСР). Музыка в жанре электро, созданная отечественными композиторами, звучала во время демонстрации брейка в фильмах «Выше Радуги» (1985), «Научись танцевать» (1985), «Танцы на крыше» (1985), «Курьер» (1986), «Как стать звездой» (1986), «С роботами не шутят» (1987), «Была-не была» (1986), «Визит к Минотавру» (1987), «Она с метлой, он в чёрной шляпе» (1987), «Весь этот брейк…» (1988), «Гремучая дюжина» (1988), «Публикация» (1988).
С 1985 года речитатив стал появляться в творчестве рок-групп. Константин Кинчев из ленинградской рок-группы «Алиса» исполнил речитатив в рок-н-ролльной песне «Меломан», завершавшийся фразой «И вот пою ещё одну песню в стиле рэп». Группа из Челябинска-70 (ныне — Снежинск) «Вова Синий и «Братья по разуму»» записала «Рэп-скрэтч» (она же «Сахалин») для альбома «Игра синих лампочек» (1985), в котором речитатив был наложен поверх фанк-музыки американского музыканта Syl Johnson «Ms. Fine Brown Frame» (1982). Для записи треков Вова Синий (Владимир Емелев) брал ритмический фрагмент фирменной записи, делал «петлю» и на образовавшийся ритм-трек накладывал голос. В 1986 году куйбышевские музыканты «Часа пик», «Приёма по личным вопросам» и «Седьмой ступени» объединились в группу «Синтез» и записали в форме речитатива фанк-композицию «Пляж», взяв в качестве основы инструментальную запись группы Grandmaster Flash and the Furious Five «Superrappin'» (1979). Весной 1987 года Кинчев из «Алисы» написал песню «Тыр-тыр-тыр (Тоталитарный рэп)», в которой термин «рэп» прозвучал как синоним жёсткого государственного контроля. Впервые исполнил её с использованием речитатива под музыку в жанре фанк на 5-м рок-фестивале Ленинградского рок-клуба 5 июня 1987 года. Через год для альбома «Шестой лесничий» группа «Алиса» записала песню в жанре хард-рок и впервые исполнила её на 6-м рок-фестивале Ленинградского рок-клуба 10 июня 1988 года. В 1987 году рок-группа «Телевизор» записала две речитативные композиции: «Мы идём» и «Сыт по горло». По мнению рок-журналиста Александра Кушнира, в «Мы идём» содержится «механичный электронный рэп», а в «Сыт по горло» — заводной рэп с фанковой основой. В конце 1988 года Владимир Пресняков-младший и Николай Парфенюк исполнили речитатив в фанк-композиции «Мистер Брейк» (кавер-версии песни Майкла Джексона «Another Part of Me», 1987) для рок-мюзикла «Улица».
Одно из первых упоминаний о хип-хопе в советской прессе датировано 1986 годом: в журнале «Ровесник» была опубликована статья американского историка Роберта Томпсона о появлении брейк-данса в США, в которой хип-хоп описывался как сопровождаемая рэпом музыка, под которую танцуют брейк. В марте 1987 года в журнале «Молодёжная эстрада», описывая термин брейк-данс, журналист Владимир Лишбергов упомянул, что танец исполняется под музыку в стиле «хип-хоп», которая создаётся ведущими дискотек с помощью электронного ритм-бокса и двух виниловых проигрывателей для повторения фрагментов и извлечения скретча. Материал был повторно опубликован в журнале «Семья и школа» в сентябре 1987 года. В 1988 году в музыкальном приложении к Липецкой газете «Ленинец» была опубликована статья «Хит-парад. Лондон-87», в которой английский журналист Пол Колстон написал о «хип-хопе» как об одном из самых модных стилей в музыкальной жизни Великобритании в 1987 году, упомянув трёх наиболее популярных исполнителей этого стиля: Run-D.M.C., Public Enemy и LL Cool J. В 1990 году музыкальный критик Артемий Троицкий в своей книге «Поп-лексикон» описал хип-хоп как «новейшее течение негритянской танцевальной музыки, не получившее ещё окончательного наименования», «отцом» которого, по его мнению, стоит считать нью-йоркского диск-жокея Африку Бамбаата. В той же книге Троицкий описал «рэп» как «своеобразную ритмизированную декламацию, сопровождающую уже звучащий музыкальный фрагмент». Эта манера речи стала популярной в Америке среди негритянских диск-жокеев на радио и в дискотеках в конце 70-х годов. Главным популяризатором рэпа в СССР Троицкий назвал Константина Кинчева.

### Конец 1980-х — начало 1990-х: Выход из андеграунда
В 1989 году появились первые советские рэп-группы, которые, используя западную субкультуру хип-хопа в качестве образца, занимались созданием и исполнение рэп-текстов, совмещая это с танцами брейк-данс и увлечением граффити. К числу первопроходцев можно отнести группы «Чёрное и Белое», «Терра мобиле», D.M.J., «Имя защищено», «Термоядерный джем», образованные в 1989 году. Одесская комик-группа «Маски» продемонстрировала рэп в песнях «Одесса-мама» (1988), «Задание выполнено» (1988) и «Maski Rap» (1989). В 1991 году число хип-хоп-исполнителей стало расти, на сцене появились группы Bad Balance, «MD & C Павлов», «Дубовый Гай», Лика M.C. (Лика Эм Си), «Мальчишник», Богдан Титомир и другие артисты. Темы их творчества были также позаимствованы у американских коллег и включали в себя отношение к городу и улице, конфликты внутри семьи, употребление наркотиков, девушки, полицию и прочее.
Одновременно появились музыкальные продюсеры, благодаря которым хип-хоп смог пробиться на радио и телевидение: Владимир Киселёв («Чёрное и Белое», 1989—1991), Вадим Михеенко (руководитель театра танца и пантомимы «Терра мобиле», 1986—1990), Сергей Обухов (Лика M.C. (Лика Эм Си), 1991—1994), Алексей Адамов («Мальчишник», 1991—1994), Сергей Лисовский (Богдан Титомир, 1991—1993), Юрий Гордеев («Ван Моо», 1992—1996), Андрей Грозный и Андрей Шлыков («МФ-3», 1993—1997), Евгений Орлов и Игорь Силиверстов (Мистер Малой, 1993—1994 (Орлов), 1994—1997 (Силиверстов)).
В 1989 году появились магнитоальбомные сборники студии «Звук», в которых композиции популярных исполнителей объявляли с помощью рэп-вставок ведущие диск-жокеи Игорь Тальков (№ 1 и № 2) и Игорь Силиверстов  (№ 4). В 1991 году Тальков исполнил рэп в песнях «Метаморфоза» и «КПСС», а Силиверстов — в треках «Шпана», «Санта Лючия» и «Хэй, друг». В 1991 году Юрий Клинских (Хой) также начал использовать рэп в песнях панк-рок-группы «Сектор Газа».
29 марта 1991 года газета «Аргументы и факты» опубликовала статью Николая Солдатенкова «О самом популярном музыкальном стиле. Рэп шагает по планете», в которой прошедший год был назван годом рэпа, представители которого заняли самые верхние строчки хит-парадов нескольких стран мира. В 1991 году песни в стиле «рэп» и «хип-хоп» были отмечены журналистами в творчестве Кинчева, «Чёрное и Белое», Эм Си Хаммера, Ваниллы Айса, Богдана Титомира, «Мальчишника» и Лика M.C. (Лика Эм Си).

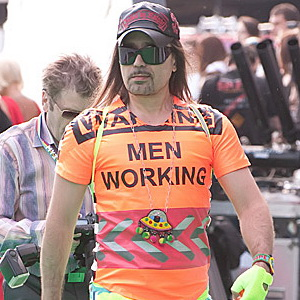
Один из первых российских рэп-исполнителей — Богдан Титомир

В основном команды по музыке и стилю исполнения ориентировались на творчество американских рэп-групп. Дуэт «Чёрное и Белое» был создан как советский аналог американской рэп-рок-группы Black & White, Богдан Титомир вдохновился видеоклипами Эм Си Хаммера и хип-хаус-группы C+C Music Factory, «Мальчишник» взял за основу творчество 2 Live Crew и Beastie Boys, Лика M.C. (Лика Эм Си) позаимствовала музыку у Ваниллы Айса и хип-хаус-группы Technotronic, Bad Balance перенял энергетику Public Enemy, на D.O.B. (Sir-J, Ladjak и Лигалайз) повлияла хип-хоп-супергруппа Hit Squad (EPMD, K-Solo и Redman), группа «Каста» вдохновлялась Wu-Tang Clan, «Ю.Г.» сравнивали с Mobb Deep.
Осенью 1989 года при создании хип-хоп-музыки участники рэп-группы D.M.J. («Ди-Меркурий-Джей») — Павел «Мутабор» Галкин и Игорь Захаров использовали бобинные магнитофоны. Они записали в студии «Рекорд» три песни: «Безумная тусовка» (музыка: Мутабор), «Бьёт 12-й час» (музыка: Захаров), «Уличные звёзды» (музыка: Захаров). По словам Мутабора, для создания инструментальной хип-хоп-композиции он разрезал кусок магнитной ленты, на которой был записан необходимый ему барабанный ритм (так называемый «луп»), и наматывал его на катушки для повторного воспроизведения на магнитофоне.
С 1991 года хип-хоп-музыку создавали звукоинженеры в студиях звукозаписи перед записью песен. Рэп-исполнители приносили с собой в студию грампластинки или компакт-диски альбомов различных исполнителей, с которых нужно было вырезать необходимый семпл. Помимо этого в студиях использовались библиотеки хип-хоп-семплов, которые хранились на компакт-дисках. Для создания музыки использовалось программное обеспечение Steinberg Cubase. Среди известных звукоинженеров, создававших в то время хип-хоп-музыку в студии, были Юрий Богданов (с 1991 года — студия «Гала»: Богдан Титомир, Лика M.C. (Лика Эм Си), D.M.J., Bad Balance), Ян Миренский (с 1991 года — студия «Рекорд», студия SNC Records, «2С»: «Мальчишник», «Дубовый Гай», «MD & C Павлов»), Александр Корнышев (с 1992 года — студия «MixArt»: Bust A.S!; с 1995 года — студия «Интервью»: D.O.B., «Синдикат», «Туши свет»), Александр Костарев (с 1994 года — студия «Смысл жизни»: Max Mix Production, MC Mix, Da B.O.M.B., Nonamerz, Big Black Boots), Виктор «Мутант» Шевцов (с 1994 года — студия «2С»: «Дубовый Гай», «Дельфин», D.O.B., «Рабы лампы», Da B.O.M.B., «Дымовая завеса»), Валерий Лобанов, Влад «Ч-Рэп» Прозоровский, Павел «DJ Пахан» Почтарев (с 1996 года — студия Pavian Records: компиляции «Трэпанация Ч-Рэпа», «ДАМАТ», K. M. Evil, Ритм-У, «Семья Ю. Г.а», «Дерево жизни»), Янис «Ян И. С.» Сурвило (с 1999 года — студия M.Y.M. Records: Семья Ю. Г.а, «Ю.Г.», Nonamerz, D.O.B. Community, Da B.O.M.B.).
В июне 1990 года первые советские хип-хоп-диджеи, играющие на бобинных магнитофонах, Янис Крауклис и Угис Полис, организовали в Риге, столице Латвии, I Всемирный чемпионат тейп-жокеев (три всесоюзных первенства: тейп-жокеев, диск-жокеев и жокеев стиля рэп), победитель которого в составе их команды Mr. Tape отправился в апреле 1991 года в Лондон, где принял участие во Всемирном чемпионате по диджеингу DMC World DJ Championships 1991. На этом соревновании рижский диджей Модрис Скайсткалнс использовал советские катушечные магнитофоны марки «Эльфа» для создания скретча во внеконкурсной программе. Это выступление произвело фурор среди британских медиа, поскольку все остальные участники чемпионата умели делать скретч только на грампластинках. В Москве одним из первых, кто научился делать скретчи на переделанных ленточных магнитофонах, был диск-жокей Владимир «Фонарь» Фонарёв.

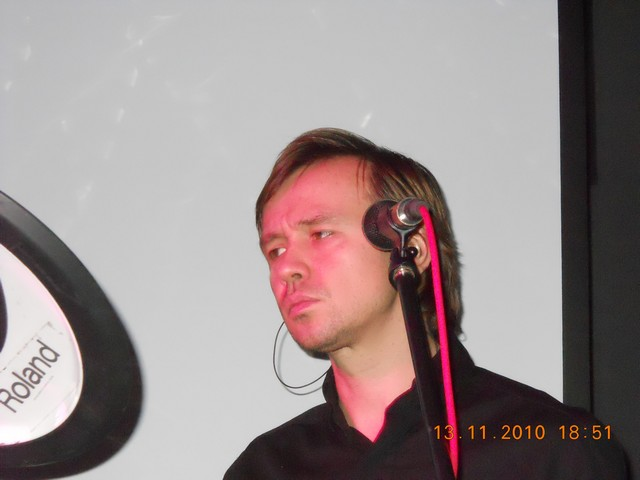
Дельфин, популярный исполнитель рэп-рока, в прошлом участник трио «Мальчишник»

В 1991 году появились первые рэп-фестивали: с 19 по 21 апреля 1991 года в Ленинградском дворце молодёжи состоялся первый Всесоюзный фестиваль рэп-музыки «Рэп-пик-91», на котором выступили команды «Термоядерный джем», Bad Balance, «Дубовый Гай», «Имя защищено», «Терра мобиле», «Академия-2» и другие. Организован он был диджеями Андреем «Репой» Репниковым и Александром Чибисом. Летом при поддержке радиостанции «Европа Плюс» и ленинградского телевидения в парке имени Бабушкина прошёл рэп-фестиваль «РадиС», организованный Сергеем Радионовым. На сцене играли DJ LA (Bad Balance) и DJ Вольф (группа «Имя защищено»), а выступили «Термоядерный джем» и несколько московских рэп-групп, включая Лику M.C. (Лику Эм Си). 30 июня 1991 года в московском парке Горького состоялся Первый московский фестиваль рэп-музыки «Эм-Си-шоу», организованный радио «Европа плюс», ЦПКиО и студией «Класс» Сергея Обухова (менеджер Лики Эм Си и Владимира Фонарёва). Среди выступивших были Лика M.C. (Лика Эм Си), Владимир Фонарёв (главный приз по конкурсу шоу-дискотек), Bad Balance (гран-при по конкурсу исполнителей рэпа), «Дубовый Гай» («Дельфин» и «Олень»), «Имя защищено» (DJ Вольф и Алик Камзин), «Чёрное и Белое», «Кар-Мэн». Ведущими фестиваля были Лолита Милявская и Александр Цекало (кабаре-дуэт «Академия»). Председателем жюри фестиваля был музыкальный критик Артемий Троицкий. 27 июля рэп-команды «Дубовый Гай», «MD & C Павлов», «Взгляд МС», «Ракета» и Лика M.C. (Лика Эм Си) выступили на фестивале «Рок против дождя», организованным «Центром Стаса Намина» и Луна-Арт-Production в Зелёном театре в парке Горького. 7 и 8 декабря в концертном зале Рижского технического университета состоялся организованный компанией «Артклуб» фестиваль танцевальной музыки Deju Mūzikas Festivāls ’91, на котором выступили две советские рэп-группы: «Дубовый Гай» и «Имя защищено». 5 июня 1992 года в московском парке Горького дал концерт французский рэпер MC Solaar, на разогреве которого выступили Богдан Титомир и Лика M.C. (Лика Эм Си), а также дебютировали Sir-J и Джимми Джи. 21 июня 1992 года состоялся Второй московский фестиваль рэп-музыки «Эм-Си-шоу» от студии «Класс» Обухова, где председателем жюри снова был Троицкий. Первое место по конкурсу исполнителей рэпа заняла группа «MD & C Павлов», второе — Bad Balance, а третье — «К.Т.Л. Ди. Л.Л.». Помимо них выступили D.M.J., Sir-J. В 1993 году в рамках фестиваля «Белые ночи Санкт-Петербурга», организованного Владимиром Киселёвым, северную столицу посетили американские рэп-исполнители Vanilla Ice, Salt-N-Pepa, Yo! MTV Raps (Doctor Dré, Ed Lover, T-Money), а в 1994 году — Run-D.M.C. 21 июня 1993 года после финального концерта «Белых ночей» у Петропавловской крепости на сцену были приглашены участники рэп-команд Bust A.S!, «К.Т.Л. Ди. Л.Л.», «MD & C Павлов», Bad Balance и «Термоядерный джем». C ноября 1994 года в Москве ежегодно проводится фестиваль рэп-музыки Rap Music с целью открытия новых имён в жанре. Фестиваль был основан компанией «Центр хип-хоп-культуры», генеральным продюсером которой является Влад Валов.
C января 1992 по январь 1994 года хип-хоп на русском языке можно было услышать в передаче «Танцевальная академия», которую вёл Владимир «DJ Фонарь» Фонарёв на радио «Максимум». С осени 1994 по лето 1995 года двигателем российского хип-хоп-движения на радиоволнах стала передача Hip Hop Info, которую вёл Сергей «DJ Кефир» Лазарев на радиостанции «Катюша» на волне 101,4 FM в Санкт-Петербурге.

### Конец 1990-х — начало 2000-х: Новая волна популярности

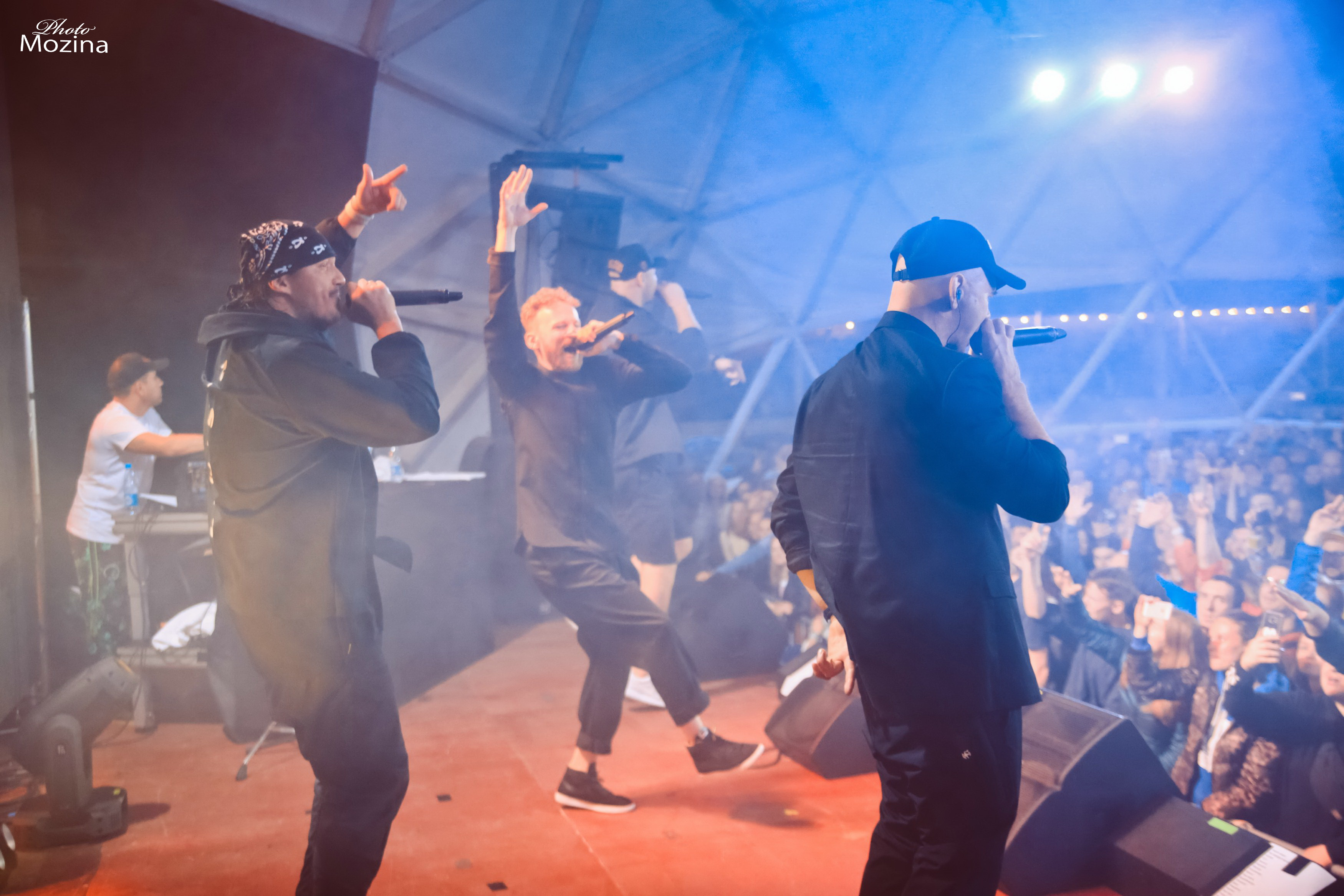
Выступление группы «Каста»

С 1997 года битмейкеры начали создавать музыку в домашних условиях с помощью программного обеспечения Cakewalk Sonar, а затем Steinberg Cubase (Андрей Кит из группы «Ю.Г.», Dr. N-Drey из Nonamerz), FL Studio (Влади из «Касты», Марат из группы Krec), используя при этом библиотеки хип-хоп-семплов. При семплировании битмейкерами зачастую использовались семплы и цитаты из советских фильмов, которые служат комментариями и интерлюдиями к трекам. Например, Da-108 и «Типичный ритм».
В 1999 году музыкальный продюсер Александр Толмацкий совместно с рэп-исполнителем Владом Валовым («Шеф») создал в Москве хип-хоп-объединение «Bad B. Альянс», в состав которого вошли группы Bad Balance, «Легальный бизне$$», «Белый шоколад», «АлкоFunk», сольные проекты «Шеff», «Tommy» и «ДеЦл», а также ряд битмейкеров, делающих для них музыку: Shooroop, DJ LA, DJ Tonik, DJ 108, DJ Тенгиз, Виктор «Гуру» Гуревич и бас-гитарист Mr. Bruce. Запись альбомов происходила на московской студии звукозаписи «Тон-ателье № 1» в телецентре «Останкино». Звукорежиссёр Андрей «Shooroop» Бабурин, сидя за микшерным пультом, делал запись и сведение музыки в системе Digidesign ProTools с применением семплеров фирмы Akai. За три года существования «Альянса» на этом оборудовании были записаны альбомы, отмеченные редакцией портала Rap.ru в списке главных альбомов русского рэпа: «Кто ты?» (ДеЦл, 2000), «Уличный боец» (ДеЦл, 2001), «Рифмомафия» («Легальный бизне$$», 2000), «Имя Шеff» (Шеff, 2000), «Каменный лес» (Bad Balance, 2001).
Появились и другие продюсеры: Аркадий Слуцковский (при поддержке PR-менеджера Виктора Абрамова с 2002 года) («Каста», 2000—2008), Ильдар Юнусов (сын Тимати, 1999—2001), Влад Валов («Шеф») (Niko, «Белый шоколад», «Ёлка», «Капа», «Игра слов», 2002—н.в.), Александр Толмацкий (Лигалайз, 2002—2012), Евгений Антимоний («Баста», 2005—2007).
В конце 1990-х годов тематика песен русских хип-хоп-исполнителей стала вбирать в себя отечественные темы, связанные с экономическим и политическим кризисом в стране. Кроме того, в песнях начала фигурировать криминальная атрибутика, характерная для русского шансона. Ведущими исполнителями начала XXI века в этом жанре стали Jam Style & Da Boogie Crew, ДеЦл, «Легальный бизне$$», Bad Balance, «Bad B. Альянс», «Каста», «Ю.Г.», Nonamerz, Da B.O.M.B., D.O.B., Da Budz, Big Black Boots, «С.Т.Д.К.», «Кирпичи», «Via Чаппа», «Типичный ритм», «Белые братья», «Злой Дух», «Район моей мечты» («Партия»: «Карандаш» и Колдун; «Некондиция»: вАрчун, Крэк и Дипп), Da-108, Ek-Playaz, Mary Jane, X-Team, «Многоточие», «Крёстная семья», У.эР.Асквад (ex-«Убитые рэпом»), Лигалайз+П13, Krec, Смоки Мо, «Капа», «Иезекииль 25:17 (н.в. – 25/17)», «Триада», «Игра слов», Серёга, «Баста», Guf, группа Centr (Guf, Slim и Птаха), Тимати.
В конце 90-х годов появились первые хип-хоп-лейблы. В 1997 году Константин «Крыж» Небесных создал в Москве первый российский лейбл, издававший исключительно хип-хоп-музыку — RAP Recordz. А три года спустя к нему присоединился Дмитрий «Dime» Нечаев, который впоследствии стал единственным руководителем лейбла. На нём были выпущены дебютные альбомы групп «Ю.Г.», Krec и UmBriaco. В 2007 году каталог RAP Recordz содержал более сотни релизов. В 1999 году Александр Толмацкий основал музыкальное издательство «Студия Миксмедиа», с помощью которого он выпускал альбомы и сборники хип-хоп-объединения «Bad B. Альянс» вплоть до его распада в 2001 году. В 2001 году Аркадий Слуцковский и рэп-группа «Каста» открыли лейбл Respect Production, среди наиболее успешных проектов которого были известный своей социальной тематикой коллектив «Ю.Г.» и гангста-рэп-группа «Крёстная семья». В 2002 году Влад «Шеff» Валов создал 100Pro, на котором вышли альбомы группы Bad Balance и её участников, певицы «Ёлки» и многих других. В 2003 году открылся ещё один московский лейбл — ЛевПравЗвук, флагманом которого была группа Дабац (ранее — Da Budz), творившая на стыке двух жанров — хип-хопа и регги. В 2004 году появился Mediatone, четыре года выпускавший в основном диджейские миксы, а также альбомы рэп-групп (Krec, «Триада», Ассаи, Нигатив, «Суисайд»). В 2005 году Олег «Mal Da Udal» Лялякин открыл в Санкт-Петербурге лейбл MDU, на котором за пять лет существования вышли альбомы групп Fucktory, Zu Fam, Эйсика, «Антанты», «Зелёного синдрома», Кажэ Обоймы и самого Лялякина под псевдонимом Mal Da Udal.
В 1998 году на радио «Станция 106,8 FM» была запущена в эфир передача DJMC во главе с участниками команды Da Boogie Crew в качестве ведущих, которых позже сменили участники рэп-группы Da Budz (Сева Панда и РасКарандаш). Раз в неделю в течение часа приглашённые рэперы исполняли фристайл под диджейские сеты. В августе 1999 года радио переехало на новую частоту, а передача получила новое название — «Фристайл», с которым выходила в эфир вплоть до закрытия «Станции 2000» летом 2001 года. Программа была возрождена на волнах «Нашего радио» в феврале 2003 года и просуществовала до лета 2004 года. Передача стала рупором хип-хопа в России, в ней впервые были представлены такие группы, как «Каста», «Ю.Г.», Nonamerz. В 2005 году Александр Толмацкий открыл радиостанцию «Радио Next», посвящённую хип-хоп-культуре во всех её проявлениях. Весной 2006 года радио «Динамит FM» в результате ребрендинга получило новое имя DFM, пополнив программную сетку R&B- и хип-хоп-композициями, а в сентябре того же года радиостанция «Энергия FM» переименовалась в NRJ, расширив рамки своего вещания с помощью хип-хоп-музыки.
В 1998 году появились первые российские журналы о хип-хоп-культуре: Hip-Hop Info под редакцией Влада Валова (1998—2001) и «RAPпресс» под редакцией Константина «Крыжа» Небесных (1998—2002, 2009). В 2002 году Валов выпустил семь номеров журнала «100%», который был не такой успешный, как Hip-Hop Info, а из-за появления Интернета долго не просуществовал. С 2004 по 2005 год украинский журнал «X3M» на 80 % был посвящён убран-культуре, поскольку его главный редактор Алексей Согомонов был поклонником хип-хопа. В 2004 году в Санкт-Петербурге начал издаваться журнал о хип-хопе Invox, его главный редактор Тарас Вильховый выпустил в свет лишь пять номеров. Время от времени о хип-хопе писали в популярных изданиях: Cool, «АиФ. Я — молодой», Yes, «Молоток», «ОМ», «Птюч», белорусской «Музыкальной газете», Rolling Stone Russia и «Billboard. Российское издание».
В 2000-х годах появилось несколько ресурсов о хип-хопе в глобальной сети Интернет. Одним из первых стал сайт Hip-Hop Party (изначально RAP Party), запущенный весной 1998 года силами трёх людей: Keffir, Dusya и Kepr. Одним из наиболее посещаемых стал форум hip-hop.ru, который изначально с лета 1999 года представлял собой сайт с информационным разделом и платформой для общения. Летом 2001 года новостной раздел изжил себя, а форум продолжал активно развиваться, оставаясь актуальным местом для общения и по сей день. Владелец доменного имени сайта живёт в США, а технической частью занимается энтузиаст из Москвы. Осенью 2002 года Mad и Sox из творческого объединения UGW открыли сайт UGW.ru, который регулярно снабжал посетителей всевозможными любительскими и не только фото- и видео-хрониками с дальнейшим выпуском на DVD. В 2004 году появился сайт Rap-Style, на страницах которого можно было найти новости как о российском, так и о зарубежном хип-хопе, а также статьи, рецензии, отчёты с прошедших мероприятий, треки и видеоклипы для скачивания. Аналитическая составляющая контента являлась субъективной и была основана только на мнении редакции. В 2004 году благодаря усилиям лейбла Respect Production появился хип-хоп-портал Rap.ru, целью которого было создание средства массовой информации для популяризации жанра. Главным редактором сайта являлся Александр Согомонов из журнала «X3M», а спустя год ему на смену пришёл Андрей Никитин. В 2014 году произошла смена руководства издания: главный редактор Андрей Никитин и четверо сотрудников ушли из издания и запустили свой проект The Flow.
C 1995 по 2001 год в Харькове проходил международный фестиваль хип-хоп-культуры In Da House, на котором ежегодно выступало около 25 коллективов из Украины, а также гости из Москвы (White Hot Ice, 1999; Бонч Бру Бонч, 2001), Санкт-Петербурга (Da-108, 2000; Династия Ди, 2001), Таганрога (Broken Sound, 2001) и Ростова-на-Дону («Каста», 2001). С 1998 года по 2003 год в Москве проходил фестиваль молодых рэп-исполнителей «Микро», победителями которого стали группы «Твёрдый знакъ» (1998), «Семья Ю.Г.а» (1999) и «Многоточие» (2000). C 1998 по 2002 год в России проходил ежегодный спортивно-музыкальный фестиваль Adidas Streetball Challenge, на котором выступило множество групп в жанре хип-хоп и альтернативный рок. Помимо местных рэп-групп в качестве хедлайнеров в Москве выступили американские рэп-исполнители Coolio (1998), Run-D.M.C. (1998) и Ice-T (1999). 

### Конец 2000-х — настоящее время: Под влиянием Интернета

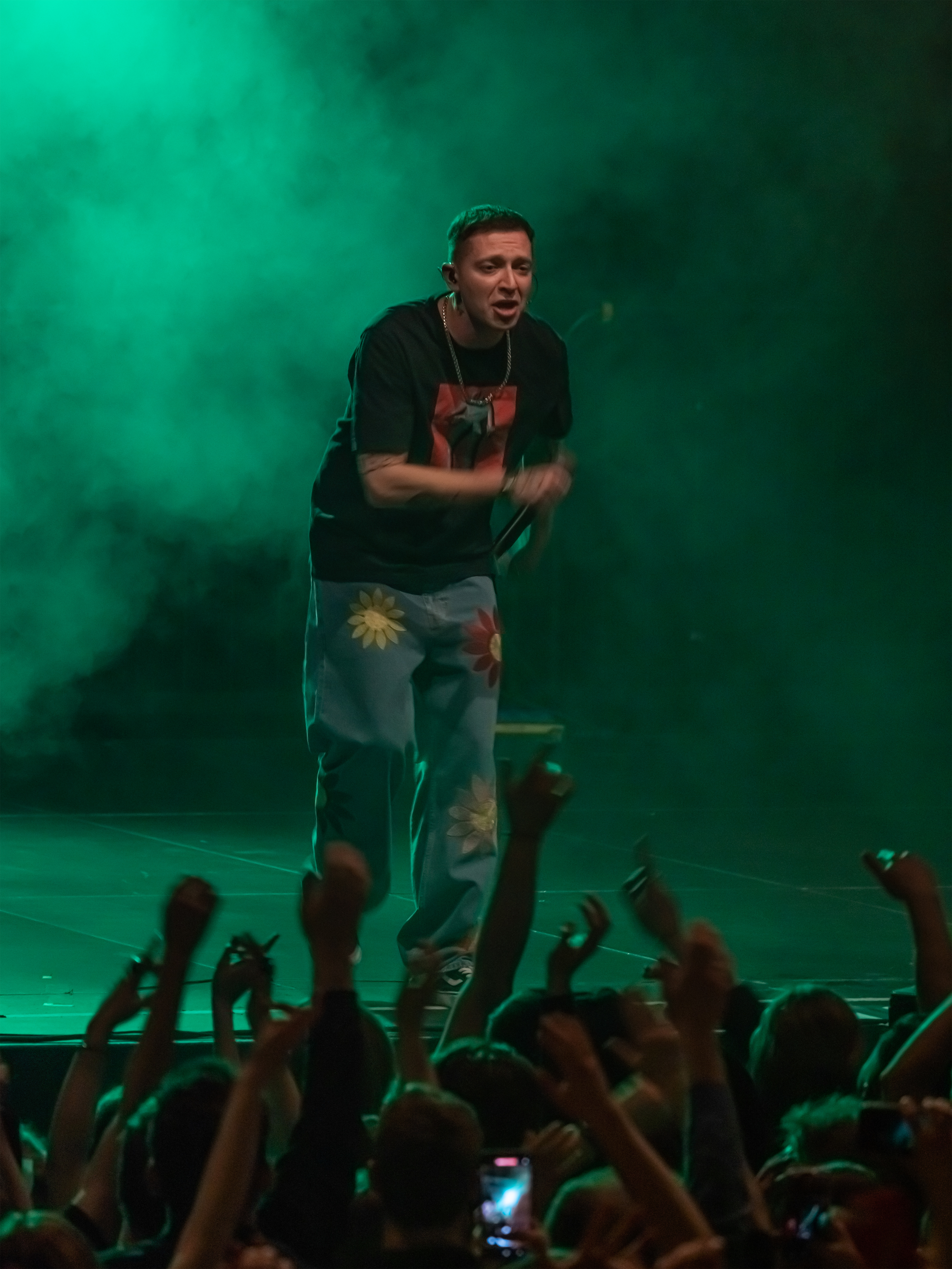
Яркий представитель хип-хопа 2010-х годов Oxxxymiron

В конце 2000-х годов русский рэп стал популярным благодаря развитию соцсетей в России, ведущую роль в этом сыграл сайт ВКонтакте. Рэп-исполнители получили возможность поделиться своим творчеством с большим количеством людей и найти свою аудиторию. Их тексты стали ещё более многогранными: в них стали появляться аллюзии на литературные произведения и библейские мотивы, более сложные художественные образы. Яркими представителями этого периода стали «25/17», Oxxxymiron, «Луперкаль», «ЛСП», «Хаски», Loqiemean, Mnogoznaal и другие артисты. Для создания музыки использовались мобильные рабочие станции Akai MPC2500, Pro Tools, Logic Pro, Native Instruments Maschine Studio (Андрей Кит из группы «Ю.Г.»). В 2006—2007 годах в интернете о себе заявили русские эмигранты в Германии, группа Rap Woyska (1.Kla$, Czar, Schokk) и объединение Optik Russia. 
По состоянию на конец 2018 года, самый массовый сольный рэп-концерт в России провёл рэпер «Баста»: 22 апреля 2015 года он собрал 35 тысяч человек в спорткомплексе «Олимпийский». Через два с половиной года на этой же площадке выступили Тимати (28 тысяч зрителей, 4 ноября 2017 года) и Oxxxymiron (22 тысячи человек, 6 ноября 2017 года). Самым популярным видеоклипом на YouTube в истории русского рэпа является «I Got Love» в исполнении дуэта Miyagi & Эндшпиль при участии Рем Дигги. Музыкальный ролик на песню вышел в июне 2017 года, а к концу 2018 года его посмотрело 226 миллионов человек. К началу 2023 года клип достиг 730 миллионов просмотров. Самым популярным в мире рэп-баттлом стал поединок между Oxxxymiron и Johnyboy 2015 года, собравший на YouTube к концу 2018 года 45 миллионов просмотров. Вторым по популярности стал рэп-баттл между Оксимироном и Гнойным. В 2017 году Oxxxymiron победил в поединке американского баттл-рэпера Dizaster на его родном языке в Лос-Анджелесе.
Российские власти с конца 2010-х начали реагировать на популярность рэпа репрессивными мерами против известных его представителей, причём вне зависимости от их политической активности. Так, в 2018 году отменялись концерты Хаски, сам рэпер был арестован, а четыре его клипа были запрещены на территории РФ.. Власти отменяли концерты «Френдзоны» и Face, а Егор Крид отменял концерты из-за угроз в его адрес. В 2021 году глава следственного комитета устно обвинил Моргенштерна в продаже наркотиков, не представив доказательств. 26 ноября 2018 года в поддержку Хаски и свободы творчества прошёл масштабный концерт «Я буду петь свою музыку». Билеты на него были проданы за три часа и принесли в кассу организаторов шесть миллионов рублей.
В 2022 году в результате конфликта с Украиной и преследования за антивоенные высказывания многие известные рэп-исполнители из-за цензуры и преследования властей вынуждены были покинуть Россию или прекратить в ней выступления. В их числе Oxxxymiron, Noize MC, Face, Моргенштерн — все четверо были признаны «иностранными агентами» минюстом РФ. Песни «Оксимирона» «Последний звонок» и «Ойда» были запрещены в России. Подобным преследованиям в этот период подверглись и многие исполнители русского рока.
Концерты многих рэп-исполнителей с 2022 года начали массово отменять по требованию властей, в частности Anacondaz, «Грот»,, Jah Khalib, Big Baby Tape, Инстасамка, Макс Корж, Loqiemean. Случались и аресты рэперов за их тексты песен или сценические образы, в том числе прямо во время концертов: так полиция арестовала Baby Melo за «сквернословие», Платину за «пропаганду наркотиков», Vacio за участие в «Почти голой вечеринке». В 2023 году глава «Лиги безопасного интернета» Екатерина Мизулина начала публичную кампанию против рэперов, которых она и её сторонники обвиняют в пропаганде наркотиков и ЛГБТ, дискредитации армии и дурном влиянии на молодёжь. Некоторые рэперы (Scally Milano, Инстасамка, Хофманита) после разговора с Мизулиной объявили, что займутся самоцензурой и удалят неугодные власти композиции.

## Тематика
К 2010-м годам хип-хоп стал успешным направлением в русской музыке, охватывающим не только Россию, но и Украину, Прибалтику, страны СНГ. Денис Бояринов из OpenSpace.ru писал, что «из маргинального жанра, в жизнеспособности которого в неритмичной стране сомневались до последнего, рэп на русском превратился в приличную нишу музыкального бизнеса». Журналист Алексей Володин из «Газета.ру» и музыкальный критик Артемий Троицкий высказывали мнение, что современное положение русского рэпа аналогично тому, которое занимал русский рок в 1980-х.
Творчество первых русских рэперов не носило социально-политического характера. Сначала были популярны «позитивные бодряки», такие как Богдан Титомир. Чуть позже — «озабоченные» рэперы из группы «Мальчишник». Особо актуальной в творчестве русских рэперов была тема наркотиков, большое внимание которой уделял один из знаковых русских рэперов Дельфин. Что касается социально-политической тематики, она присуща таким исполнителям, как рэп-группа «Многоточие», творчество которой содержит социально-протестный контекст.